# 科利亚泰
科利亚泰（義大利語：Cogliate），是意大利蒙萨和布里安萨省的一个市镇。总面积6.95平方公里，人口8287人，人口密度1192.4人/平方公里（2009年）。ISTAT代码为015080。